# Mydaea cresa
Mydaea cresa este o specie de muște din genul Mydaea, familia Muscidae, descrisă de John Otterbein Snyder în anul 1949. Conform Catalogue of Life specia Mydaea cresa nu are subspecii cunoscute.